# Giuseppe Giamberti
Giuseppe Giamberti (* um 1600 in Rom; † um 1662 ebenda) war ein italienischer Kapellmeister und Komponist des Barock.

## Leben
Giuseppe Giamberti erhielt seine musikalische Ausbildung bei Giovanni Bernardino Nanino und Paolo Agostini, wie er auf dem Titelblatt seiner Poesie diverse erwähnte. Er wirkte zunächst als Nachfolger von Fabio Constantini (um 1575- nach 1644) am Dom von Orvieto als Kapellmeister, danach bekleidete er diese Position auch an zwei Kirchen seiner Heimatstadt.
Seinen Lehrern ist zu verdanken, dass er ein Meister des polyphonen Stils war. Bedeutend ist seine vierstimmige Messe „Veni sponsa Christi“, daneben schuf er etliche Motetten und Antiphonen von gleich hoher Qualität und viele weitere geistliche Kompositionen. Einige weltliche Werke für Gitarre und manche Sing- und Spielstücke zeigen, dass er auch der darüber hinausgehenden musikalischen Entwicklung aufgeschlossen gegenüberstand.

## Werke (Auswahl)
- op. 1 Poesie diverse poste in musica (Rom, 1623)
- op. 2 Sacrae modulationes, liber primus (Orvieto, 1627)
- op. 3 Laudi spirituali poste in musica in diversi stili (Orvieto, 1628)
- „Antiphonae et motecta festis omnibus propria“ (Rom, 1650) Eine aus mehr als 200 Einzelwerken bestehende Sammlung.
- „Duo tessuti con diversi solfeggiamenti, scherzi, perfidie, et oblighi“ (Rom, 1657)
- 1 Motette für 3 Singstimmen und B.c. (1662)
- Missa Veni, sponsa Christi